# ویلر ۳۱۵۵۵
سیارک ۳۱۵۵۵ (به انگلیسی: 31555 Wheeler، نامگذاری:1999EV2) سی و یک هزار و پانصد و پنجاه و پنجمین سیارک کشف شده‌است که در ۷ مارس ۱۹۹۹ کشف شد.